# (4064) Marjorie
Pour les articles homonymes, voir Marjorie.
(4064) Marjorie est un astéroïde de la ceinture principale qui a été découvert le 24 septembre 1960 à l'observatoire Palomar par les astronomes Cornelis van Houten, Ingrid van Houten-Groeneveld et Tom Gehrels. Sa désignation provisoire était 2126 P-L.